# Rubén Guijarro
Pour les articles homonymes, voir Guijarro.
Rubén Guijarro Palma, né le 28 janvier 1982 à Barcelone, est un universitaire et homme politique espagnol, membre du PSC.

## Biographie
Il est maire de Badalone de novembre 2021 à juin 2023.